# Liga Mistrzyń siatkarek (2013/2014)
Liga Mistrzyń 2013/2014 (oficjalna nazwa CEV DenizBank European Champions League Women) – 14. sezon Ligi Mistrzyń rozgrywanej od 2013 roku, organizowanego przez Europejską Konfederację Piłki Siatkowej (CEV) w ramach europejskich pucharów dla żeńskich klubowych zespołów siatkarskich "starego kontynentu".

## Drużyny uczestniczące
- Telecom Baku
- Azerrail Baku
- İqtisadçı Baku
- VDK Gent Dames
- VK Prostějov
- RC Cannes
- Béziers Volley
- Schweriner SC
- Dresdner SC
- Rebecchi Nordmenccanica Piacenza
- Prosecco Doc-Imoco Conegliano
- Unendo Yamamay Busto Arsizio
- Atom Trefl Sopot
- Tauron MKS Dąbrowa Górnicza
- Știința Bacău
- Dinamo Bukareszt
- Dinamo Kazań
- Dinamo Moskwa
- Omiczka Omsk
- Crvena Zvezda Belgrad
- Voléro Zurych
- VakıfBank SK
- Eczacıbaşı VitrA Stambuł
- Galatasaray Stambuł

## Rozgrywki

### Faza grupowa
awans do play-off
     gospodarz turnieju finałowego

#### Grupa A
Tabela
| Lp. | Drużyna        | Pkt | Mecze | Mecze   | Mecze   | Sety | Sety | Sety  | Małe punkty | Małe punkty | Małe punkty |
| Lp. | Drużyna        | Pkt | M     | W (3:2) | P (2:3) | wyg. | prz. | ratio | zdob.       | str.        | ratio       |
| --- | -------------- | --- | ----- | ------- | ------- | ---- | ---- | ----- | ----------- | ----------- | ----------- |
| 1   | Telecom Baku   | 16  | 6     | 6 (2)   | 0 (0)   | 18   | 5    | 3.600 | 540         | 444         | 1.216       |
| 2   | Omiczka Omsk   | 14  | 6     | 4 (0)   | 2 (2)   | 16   | 7    | 2.286 | 522         | 449         | 1.163       |
| 3   | Dresdner SC    | 6   | 6     | 2 (0)   | 4 (0)   | 7    | 13   | 0.538 | 414         | 462         | 0.896       |
| 4   | Béziers Volley | 0   | 6     | 0 (0)   | 6 (0)   | 2    | 18   | 0.111 | 377         | 498         | 0.757       |

Źródło: cev.lu
Punktacja: 3:0 i 3:1 – 3 pkt; 3:2 – 2 pkt; 2:3 – 1 pkt; 1:3 i 0:3 – 0 pkt
Zasady ustalania kolejności: 1. liczba punktów; 2. stosunek setów; 3. stosunek małych punktów; 4. bilans w bezpośrednich meczach
Wyniki
| Data       | Drużyna 1      | Wynik | Drużyna 2      | 1     | 2     | 3     | 4     | 5     | * |
| ---------- | -------------- | ----- | -------------- | ----- | ----- | ----- | ----- | ----- | - |
| 23.10.2013 | Dresdner SC    | 3:1   | Béziers Volley | 22:25 | 25:22 | 25:18 | 25:21 |       |   |
| 24.10.2013 | Telecom Baku   | 3:2   | Omiczka Omsk   | 25:16 | 20:25 | 25:19 | 23:25 | 15:13 |   |
| 29.10.2013 | Béziers Volley | 0:3   | Telecom Baku   | 23:25 | 20:25 | 16:25 |       |       |   |
| 31.10.2013 | Omiczka Omsk   | 3:0   | Dresdner SC    | 25:21 | 25:16 | 25:17 |       |       |   |
| 26.11.2013 | Béziers Volley | 0:3   | Omiczka Omsk   | 16:25 | 22:25 | 24:26 |       |       |   |
| 27.11.2013 | Dresdner SC    | 0:3   | Telecom Baku   | 19:25 | 23:25 | 20:25 |       |       |   |
| 04.12.2013 | Omiczka Omsk   | 3:0   | Béziers Volley | 25:9  | 25:14 | 25:17 |       |       |   |
| 05.12.2013 | Telecom Baku   | 3:0   | Dresdner SC    | 25:14 | 25:15 | 25:19 |       |       |   |
| 11.12.2013 | Telecom Baku   | 3:1   | Béziers Volley | 25:15 | 23:25 | 25:10 | 27:25 |       |   |
| 12.12.2013 | Dresdner SC    | 1:3   | Omiczka Omsk   | 25:21 | 15:25 | 20:25 | 18:25 |       |   |
| 17.12.2013 | Omiczka Omsk   | 2:3   | Telecom Baku   | 19:25 | 22:25 | 25:23 | 25:19 | 11:15 |   |
| 17.12.2013 | Béziers Volley | 0:3   | Dresdner SC    | 17:25 | 18:25 | 20:25 |       |       |   |

#### Grupa B
Tabela
| Lp. | Drużyna                          | Pkt | Mecze | Mecze   | Mecze   | Sety | Sety | Sety  | Małe punkty | Małe punkty | Małe punkty |
| Lp. | Drużyna                          | Pkt | M     | W (3:2) | P (2:3) | wyg. | prz. | ratio | zdob.       | str.        | ratio       |
| --- | -------------------------------- | --- | ----- | ------- | ------- | ---- | ---- | ----- | ----------- | ----------- | ----------- |
| 1   | Rebecchi Nordmenccanica Piacenza | 15  | 6     | 5 (0)   | 1 (0)   | 16   | 6    | 2.667 | 526         | 451         | 1.166       |
| 2   | Dinamo Moskwa                    | 13  | 6     | 4 (0)   | 2 (1)   | 15   | 9    | 1.667 | 565         | 496         | 1.139       |
| 3   | İqtisadçı Baku                   | 8   | 6     | 3 (1)   | 3 (0)   | 10   | 12   | 0.833 | 482         | 475         | 1.015       |
| 4   | Crvena Zvezda Belgrad            | 0   | 6     | 0 (0)   | 6 (0)   | 4    | 18   | 0.222 | 393         | 544         | 0.722       |

Źródło: cev.lu
Punktacja: 3:0 i 3:1 – 3 pkt; 3:2 – 2 pkt; 2:3 – 1 pkt; 1:3 i 0:3 – 0 pkt
Zasady ustalania kolejności: 1. liczba punktów; 2. stosunek setów; 3. stosunek małych punktów; 4. bilans w bezpośrednich meczach
Wyniki
| Data       | Drużyna 1             | Wynik | Drużyna 2             | 1     | 2     | 3     | 4     | 5     | * |
| ---------- | --------------------- | ----- | --------------------- | ----- | ----- | ----- | ----- | ----- | - |
| 22.10.2013 | Dinamo Moskwa         | 3:1   | Rebecchi Piacenza     | 25:21 | 25:27 | 25:23 | 25:19 |       |   |
| 22.10.2013 | Crvena Zvezda Belgrad | 0:3   | İqtisadçı Baku        | 15:25 | 16:25 | 23:25 |       |       |   |
| 29.10.2013 | İqtisadçı Baku        | 3:2   | Dinamo Moskwa         | 23:25 | 25:21 | 19:25 | 25:23 | 15:13 |   |
| 31.10.2013 | Rebecchi Piacenza     | 3:0   | Crvena Zvezda Belgrad | 25:18 | 25:18 | 25:11 |       |       |   |
| 26.11.2013 | Crvena Zvezda Belgrad | 1:3   | Dinamo Moskwa         | 26:24 | 20:25 | 16:25 | 18:25 |       |   |
| 27.11.2013 | İqtisadçı Baku        | 1:3   | Rebecchi Piacenza     | 16:25 | 18:25 | 25:21 | 20:25 |       |   |
| 04.12.2013 | Dinamo Moskwa         | 3:1   | Crvena Zvezda Belgrad | 25:14 | 25:13 | 22:25 | 25:15 |       |   |
| 05.12.2013 | Rebecchi Piacenza     | 3:0   | İqtisadçı Baku        | 25:17 | 25:20 | 26:24 |       |       |   |
| 10.12.2013 | Dinamo Moskwa         | 3:0   | İqtisadçı Baku        | 25:23 | 25:17 | 25:18 |       |       |   |
| 10.12.2013 | Crvena Zvezda Belgrad | 1:3   | Rebecchi Piacenza     | 18:25 | 25:21 | 19:25 | 15:25 |       |   |
| 17.12.2013 | İqtisadçı Baku        | 3:1   | Crvena Zvezda Belgrad | 27:29 | 25:13 | 25:13 | 25:12 |       |   |
| 17.12.2013 | Rebecchi Piacenza     | 3:1   | Dinamo Moskwa         | 25:21 | 25:23 | 18:25 | 25:18 |       |   |

#### Grupa C
Tabela
| Lp. | Drużyna          | Pkt | Mecze | Mecze   | Mecze   | Sety | Sety | Sety   | Małe punkty | Małe punkty | Małe punkty |
| Lp. | Drużyna          | Pkt | M     | W (3:2) | P (2:3) | wyg. | prz. | ratio  | zdob.       | str.        | ratio       |
| --- | ---------------- | --- | ----- | ------- | ------- | ---- | ---- | ------ | ----------- | ----------- | ----------- |
| 1   | VakıfBank SK     | 18  | 6     | 6 (0)   | 0 (0)   | 18   | 1    | 18.000 | 469         | 339         | 1.383       |
| 2   | Atom Trefl Sopot | 12  | 6     | 4 (0)   | 2 (0)   | 13   | 8    | 1.625  | 473         | 438         | 1.080       |
| 3   | Dinamo Bukareszt | 6   | 6     | 2 (0)   | 4 (0)   | 8    | 12   | 0.667  | 414         | 444         | 0.932       |
| 4   | VDK Gent Dames   | 0   | 6     | 0 (0)   | 6 (0)   | 0    | 18   | 0.000  | 315         | 450         | 0.700       |

Źródło: cev.lu
Punktacja: 3:0 i 3:1 – 3 pkt; 3:2 – 2 pkt; 2:3 – 1 pkt; 1:3 i 0:3 – 0 pkt
Zasady ustalania kolejności: 1. liczba punktów; 2. stosunek setów; 3. stosunek małych punktów; 4. bilans w bezpośrednich meczach
Wyniki
| Data       | Drużyna 1        | Wynik | Drużyna 2        | 1     | 2     | 3     | 4     | 5 | * |
| ---------- | ---------------- | ----- | ---------------- | ----- | ----- | ----- | ----- | - | - |
| 23.10.2013 | Dinamo Bukareszt | 1:3   | Atom Trefl Sopot | 25:20 | 17:25 | 17:25 | 23:25 |   |   |
| 23.10.2013 | VDK Gent Dames   | 0:3   | VakıfBank SK     | 15:25 | 22:25 | 21:25 |       |   |   |
| 29.10.2013 | Atom Trefl Sopot | 3:0   | VDK Gent Dames   | 25:9  | 25:20 | 25:17 |       |   |   |
| 31.10.2013 | VakıfBank SK     | 3:0   | Dinamo Bukareszt | 25:20 | 25:7  | 25:11 |       |   |   |
| 26.11.2013 | Atom Trefl Sopot | 1:3   | VakıfBank SK     | 25:19 | 14:25 | 19:25 | 18:25 |   |   |
| 27.11.2013 | Dinamo Bukareszt | 3:0   | VDK Gent Dames   | 25:20 | 25:17 | 25:15 |       |   |   |
| 04.12.2013 | VakıfBank SK     | 3:0   | Atom Trefl Sopot | 25:22 | 25:20 | 25:12 |       |   |   |
| 04.12.2013 | VDK Gent Dames   | 0:3   | Dinamo Bukareszt | 17:25 | 12:25 | 20:25 |       |   |   |
| 11.12.2013 | VDK Gent Dames   | 0:3   | Atom Trefl Sopot | 23:25 | 14:25 | 21:25 |       |   |   |
| 11.12.2013 | Dinamo Bukareszt | 0:3   | VakıfBank SK     | 23:25 | 21:25 | 17:25 |       |   |   |
| 17.12.2013 | VakıfBank SK     | 3:0   | VDK Gent Dames   | 25:13 | 25:20 | 25:19 |       |   |   |
| 17.12.2013 | Atom Trefl Sopot | 3:1   | Dinamo Bukareszt | 23:25 | 25:17 | 25:21 | 25:20 |   |   |

#### Grupa D
Tabela
| Lp. | Drużyna                  | Pkt | Mecze | Mecze   | Mecze   | Sety | Sety | Sety   | Małe punkty | Małe punkty | Małe punkty |
| Lp. | Drużyna                  | Pkt | M     | W (3:2) | P (2:3) | wyg. | prz. | ratio  | zdob.       | str.        | ratio       |
| --- | ------------------------ | --- | ----- | ------- | ------- | ---- | ---- | ------ | ----------- | ----------- | ----------- |
| 1   | Eczacıbaşı VitrA Stambuł | 18  | 6     | 6 (0)   | 0 (0)   | 18   | 1    | 18.000 | 471         | 379         | 1.243       |
| 2   | RC Cannes                | 12  | 6     | 4 (0)   | 2 (0)   | 12   | 6    | 2.000  | 427         | 371         | 1.151       |
| 3   | VK Prostějov             | 6   | 6     | 2 (0)   | 4 (0)   | 7    | 14   | 0.500  | 458         | 464         | 0.987       |
| 4   | Schweriner SC            | 0   | 6     | 0 (0)   | 6 (0)   | 2    | 18   | 0.111  | 351         | 493         | 0.712       |

Źródło: cev.lu
Punktacja: 3:0 i 3:1 – 3 pkt; 3:2 – 2 pkt; 2:3 – 1 pkt; 1:3 i 0:3 – 0 pkt
Zasady ustalania kolejności: 1. liczba punktów; 2. stosunek setów; 3. stosunek małych punktów; 4. bilans w bezpośrednich meczach
Wyniki
| Data       | Drużyna 1                | Wynik | Drużyna 2                | 1     | 2     | 3     | 4     | 5 | * |
| ---------- | ------------------------ | ----- | ------------------------ | ----- | ----- | ----- | ----- | - | - |
| 22.10.2013 | RC Cannes                | 3:0   | Schweriner SC            | 25:17 | 25:15 | 25:16 |       |   |   |
| 24.10.2013 | Eczacıbaşı VitrA Stambuł | 3:0   | VK Prostějov             | 25:15 | 25:14 | 25:21 |       |   |   |
| 30.10.2013 | VK Prostějov             | 0:3   | RC Cannes                | 18:25 | 22:25 | 23:25 |       |   |   |
| 30.10.2013 | Schweriner SC            | 0:3   | Eczacıbaşı VitrA Stambuł | 25:21 | 25:18 | 25:23 |       |   |   |
| 26.11.2013 | VK Prostějov             | 3:1   | Schweriner SC            | 25:17 | 23:25 | 25:17 | 25:17 |   |   |
| 28.11.2013 | Eczacıbaşı VitrA Stambuł | 3:0   | RC Cannes                | 26:24 | 25:21 | 25:23 |       |   |   |
| 04.12.2013 | Schweriner SC            | 3:0   | VK Prostějov             | 25:18 | 25:21 | 25:20 |       |   |   |
| 05.12.2013 | RC Cannes                | 0:3   | Eczacıbaşı VitrA Stambuł | 18:25 | 21:25 | 20:25 |       |   |   |
| 11.12.2013 | Eczacıbaşı VitrA Stambuł | 3:0   | Schweriner SC            | 25:15 | 25:17 | 25:15 |       |   |   |
| 12.12.2013 | RC Cannes                | 3:0   | VK Prostějov             | 25:23 | 25:16 | 25:20 |       |   |   |
| 17.12.2013 | VK Prostějov             | 1:3   | Eczacıbaşı VitrA Stambuł | 25:17 | 26:28 | 19:25 | 23:25 |   |   |
| 17.12.2013 | Schweriner SC            | 0:3   | RC Cannes                | 14:25 | 16:25 | 20:25 |       |   |   |

#### Grupa E
Tabela
| Lp. | Drużyna                       | Pkt | Mecze | Mecze   | Mecze   | Sety | Sety | Sety  | Małe punkty | Małe punkty | Małe punkty |
| Lp. | Drużyna                       | Pkt | M     | W (3:2) | P (2:3) | wyg. | prz. | ratio | zdob.       | str.        | ratio       |
| --- | ----------------------------- | --- | ----- | ------- | ------- | ---- | ---- | ----- | ----------- | ----------- | ----------- |
| 1   | Galatasaray Stambuł           | 14  | 6     | 5 (2)   | 1 (1)   | 17   | 8    | 2.125 | 585         | 515         | 1.136       |
| 2   | Prosecco Doc-Imoco Conegliano | 11  | 6     | 4 (2)   | 2 (1)   | 15   | 11   | 1.364 | 579         | 559         | 1.036       |
| 3   | Azerrail Baku                 | 7   | 6     | 2 (1)   | 4 (2)   | 11   | 15   | 0.733 | 551         | 594         | 0.928       |
| 4   | Unendo Yamamay Busto Arsizio  | 4   | 6     | 1 (0)   | 5 (1)   | 6    | 15   | 0.400 | 433         | 480         | 0.902       |

Źródło: cev.lu
Punktacja: 3:0 i 3:1 – 3 pkt; 3:2 – 2 pkt; 2:3 – 1 pkt; 1:3 i 0:3 – 0 pkt
Zasady ustalania kolejności: 1. liczba punktów; 2. stosunek setów; 3. stosunek małych punktów; 4. bilans w bezpośrednich meczach
Wyniki
| Data       | Drużyna 1                     | Wynik | Drużyna 2                     | 1     | 2     | 3     | 4     | 5     | * |
| ---------- | ----------------------------- | ----- | ----------------------------- | ----- | ----- | ----- | ----- | ----- | - |
| 22.10.2013 | Azerrail Baku                 | 3:2   | Unendo Yamamay Busto Arsizio  | 24:26 | 25:20 | 25:15 | 17:25 | 15:13 |   |
| 23.10.2013 | Prosecco Doc-Imoco Conegliano | 3:2   | Galatasaray Stambuł           | 25:23 | 25:23 | 19:25 | 21:25 | 18:16 |   |
| 29.10.2013 | Unendo Yamamay Busto Arsizio  | 1:3   | Prosecco Doc-Imoco Conegliano | 13:25 | 22:25 | 25:22 | 17:25 |       |   |
| 30.10.2013 | Galatasaray Stambuł           | 3:1   | Azerrail Baku                 | 25:23 | 25:21 | 27:29 | 25:22 |       |   |
| 27.11.2013 | Galatasaray Stambuł           | 3:0   | Unendo Yamamay Busto Arsizio  | 26:24 | 25:23 | 25:11 |       |       |   |
| 28.11.2013 | Prosecco Doc-Imoco Conegliano | 3:2   | Azerrail Baku                 | 23:25 | 25:19 | 22:25 | 25:15 | 15:10 |   |
| 03.12.2013 | Azerrail Baku                 | 3:1   | Prosecco Doc-Imoco Conegliano | 25:23 | 30:32 | 25:22 | 25:23 |       |   |
| 03.12.2013 | Unendo Yamamay Busto Arsizio  | 0:3   | Galatasaray Stambuł           | 22:25 | 20:25 | 23:25 |       |       |   |
| 10.12.2013 | Azerrail Baku                 | 2:3   | Galatasaray Stambuł           | 25:21 | 22:25 | 25:21 | 15:25 | 14:16 |   |
| 11.12.2013 | Prosecco Doc-Imoco Conegliano | 3:0   | Unendo Yamamay Busto Arsizio  | 25:20 | 25:15 | 26:24 |       |       |   |
| 17.12.2013 | Galatasaray Stambuł           | 3:2   | Prosecco Doc-Imoco Conegliano | 24:26 | 23:25 | 25:19 | 25:15 | 15:3  |   |
| 17.12.2013 | Unendo Yamamay Busto Arsizio  | 3:0   | Azerrail Baku                 | 25:14 | 25:17 | 25:19 |       |       |   |

#### Grupa F
Tabela
| Lp. | Drużyna                     | Pkt | Mecze | Mecze   | Mecze   | Sety | Sety | Sety  | Małe punkty | Małe punkty | Małe punkty |
| Lp. | Drużyna                     | Pkt | M     | W (3:2) | P (2:3) | wyg. | prz. | ratio | zdob.       | str.        | ratio       |
| --- | --------------------------- | --- | ----- | ------- | ------- | ---- | ---- | ----- | ----------- | ----------- | ----------- |
| 1   | Dinamo Kazań                | 16  | 6     | 5 (0)   | 1 (1)   | 17   | 4    | 4.250 | 507         | 399         | 1.271       |
| 2   | Voléro Zurych               | 12  | 6     | 4 (1)   | 2 (1)   | 14   | 12   | 1.167 | 575         | 541         | 1.063       |
| 3   | Știința Bacău               | 4   | 6     | 2 (2)   | 4 (0)   | 7    | 15   | 0.467 | 429         | 527         | 0.814       |
| 4   | Tauron MKS Dąbrowa Górnicza | 4   | 6     | 1 (0)   | 5 (1)   | 8    | 15   | 0.533 | 489         | 533         | 0.917       |

Źródło: cev.lu
Punktacja: 3:0 i 3:1 – 3 pkt; 3:2 – 2 pkt; 2:3 – 1 pkt; 1:3 i 0:3 – 0 pkt
Zasady ustalania kolejności: 1. liczba punktów; 2. stosunek setów; 3. stosunek małych punktów; 4. bilans w bezpośrednich meczach
Wyniki
| Data       | Drużyna 1                   | Wynik | Drużyna 2                   | 1     | 2     | 3     | 4     | 5     | * |
| ---------- | --------------------------- | ----- | --------------------------- | ----- | ----- | ----- | ----- | ----- | - |
| 23.10.2013 | Tauron MKS Dąbrowa Górnicza | 3:0   | Știința Bacău               | 25:21 | 25:15 | 25:18 |       |       |   |
| 24.10.2013 | Voléro Zurych               | 0:3   | Dinamo Kazań                | 18:25 | 12:25 | 18:25 |       |       |   |
| 29.10.2013 | Știința Bacău               | 3:2   | Voléro Zurych               | 17:25 | 27:25 | 25:20 | 8:25  | 15:13 |   |
| 31.10.2013 | Dinamo Kazań                | 3:1   | Tauron MKS Dąbrowa Górnicza | 29:27 | 22:25 | 25:15 | 25:13 |       |   |
| 26.11.2013 | Dinamo Kazań                | 3:0   | Știința Bacău               | 25:16 | 25:18 | 25:16 |       |       |   |
| 28.11.2013 | Voléro Zurych               | 3:1   | Tauron MKS Dąbrowa Górnicza | 25:12 | 16:25 | 25:15 | 25:18 |       |   |
| 04.12.2013 | Tauron MKS Dąbrowa Górnicza | 2:3   | Voléro Zurych               | 26:28 | 25:21 | 23:25 | 25:22 | 9:15  |   |
| 05.12.2013 | Știința Bacău               | 0:3   | Dinamo Kazań                | 15:25 | 17:25 | 10:25 |       |       |   |
| 11.12.2013 | Tauron MKS Dąbrowa Górnicza | 0:3   | Dinamo Kazań                | 22:25 | 21:25 | 20:25 |       |       |   |
| 12.12.2013 | Voléro Zurych               | 3:1   | Știința Bacău               | 25:16 | 25:23 | 26:28 | 25:23 |       |   |
| 17.12.2013 | Știința Bacău               | 3:1   | Tauron MKS Dąbrowa Górnicza | 20:25 | 31:29 | 25:16 | 25:23 |       |   |
| 17.12.2013 | Dinamo Kazań                | 2:3   | Voléro Zurych               | 25:23 | 25:23 | 20:25 | 28:30 | 8:15  |   |

### Play-off

#### Runda 12
| Data       | Drużyna 1                     | Wynik | Drużyna 2                        | 1     | 2     | 3     | 4     | 5       | * |
| ---------- | ----------------------------- | ----- | -------------------------------- | ----- | ----- | ----- | ----- | ------- | - |
| 15.01.2014 | Prosecco Doc-Imoco Conegliano | 3:0   | Omiczka Omsk                     | 25:23 | 25:18 | 25:23 |       |         |   |
| 23.01.2014 | Prosecco Doc-Imoco Conegliano | 0:3   | Omiczka Omsk                     | 20:25 | 19:25 | 27:29 |       | (10:15) |   |
| 15.01.2014 | Atom Trefl Sopot              | 0:3   | Eczacıbaşı VitrA Stambuł         | 21:25 | 20:25 | 22:25 |       |         |   |
| 21.01.2014 | Atom Trefl Sopot              | 1:3   | Eczacıbaşı VitrA Stambuł         | 25:16 | 21:25 | 21:25 | 20:25 |         |   |
| 14.01.2014 | RC Cannes                     | 3:1   | Galatasaray Stambuł              | 25:17 | 25:21 | 25:27 | 25:23 |         |   |
| 23.01.2014 | RC Cannes                     | 3:0   | Galatasaray Stambuł              | 25:19 | 25:16 | 25:21 |       |         |   |
| 16.01.2014 | İqtisadçı Baku                | 0:3   | VakıfBank SK                     | 22:25 | 20:25 | 20:25 |       |         |   |
| 22.01.2014 | İqtisadçı Baku                | 0:3   | VakıfBank SK                     | 13:25 | 12:25 | 20:25 |       |         |   |
| 15.01.2014 | Dinamo Moskwa                 | 1:3   | Dinamo Kazań                     | 21:25 | 21:25 | 25:18 | 16:25 |         |   |
| 22.01.2014 | Dinamo Moskwa                 | 0:3   | Dinamo Kazań                     | 15:25 | 22:25 | 23:25 |       |         |   |
| 16.01.2014 | Voléro Zurych                 | 3:1   | Rebecchi Nordmenccanica Piacenza | 25:18 | 24:26 | 26:24 | 25:19 |         |   |
| 21.01.2014 | Voléro Zurych                 | 3:1   | Rebecchi Nordmenccanica Piacenza | 22:25 | 25:18 | 25:20 | 25:19 |         |   |

#### Runda 6
| Data       | Drużyna 1     | Wynik | Drużyna 2                | 1     | 2     | 3     | 4     | 5       | * |
| ---------- | ------------- | ----- | ------------------------ | ----- | ----- | ----- | ----- | ------- | - |
| 06.02.2014 | Omiczka Omsk  | 1:3   | Eczacıbaşı VitrA Stambuł | 17:25 | 27:29 | 25:22 | 21:25 |         |   |
| 13.02.2014 | Omiczka Omsk  | 0:3   | Eczacıbaşı VitrA Stambuł | 19:25 | 21:25 | 16:25 |       |         |   |
| 06.02.2014 | VakıfBank SK  | 3:1   | RC Cannes                | 21:25 | 25:7  | 25:18 | 25:9  |         |   |
| 12.02.2014 | VakıfBank SK  | 1:3   | RC Cannes                | 25:19 | 17:25 | 22:25 | 22:25 | (15:12) |   |
| 06.02.2014 | Voléro Zurych | 1:3   | Dinamo Kazań             | 25:20 | 14:25 | 25:27 | 22:25 |         |   |
| 11.02.2014 | Voléro Zurych | 1:3   | Dinamo Kazań             | 25:21 | 16:25 | 19:25 | 21:25 |         |   |

### Turniej finałowy

#### Półfinały
| Data       | Drużyna 1    | Wynik | Drużyna 2                | 1     | 2     | 3     | 4     | 5 | * |
| ---------- | ------------ | ----- | ------------------------ | ----- | ----- | ----- | ----- | - | - |
| 15.03.2014 | Dinamo Kazań | 3:0   | Telecom Baku             | 25:15 | 25:21 | 25:19 |       |   |   |
| 15.03.2014 | VakıfBank SK | 3:1   | Eczacıbaşı VitrA Stambuł | 25:19 | 19:25 | 25:22 | 25:17 |   |   |

#### Mecz o 3. miejsce
| Data       | Drużyna 1    | Wynik | Drużyna 2                | 1     | 2     | 3     | 4 | 5 | * |
| ---------- | ------------ | ----- | ------------------------ | ----- | ----- | ----- | - | - | - |
| 16.03.2014 | Telecom Baku | 3:0   | Eczacıbaşı VitrA Stambuł | 25:21 | 25:12 | 27:25 |   |   |   |

#### Finał
| Data       | Drużyna 1    | Wynik | Drużyna 2    | 1     | 2     | 3     | 4 | 5 | * |
| ---------- | ------------ | ----- | ------------ | ----- | ----- | ----- | - | - | - |
| 16.03.2014 | Dinamo Kazań | 3:0   | VakıfBank SK | 25:23 | 25:11 | 25:23 |   |   |   |

## Klasyfikacja końcowa

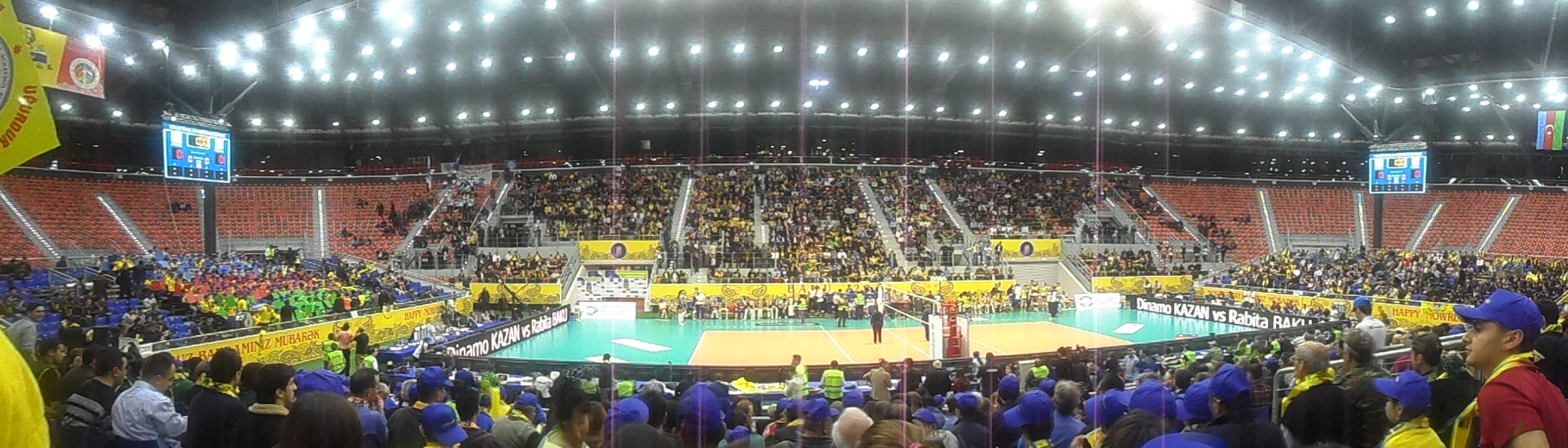
Mecz półfinałowy Ligi Mistrzyń 2013/2014 pomiędzy drużynami Rabity Baku i Dinama Kazań (15.03.2014)

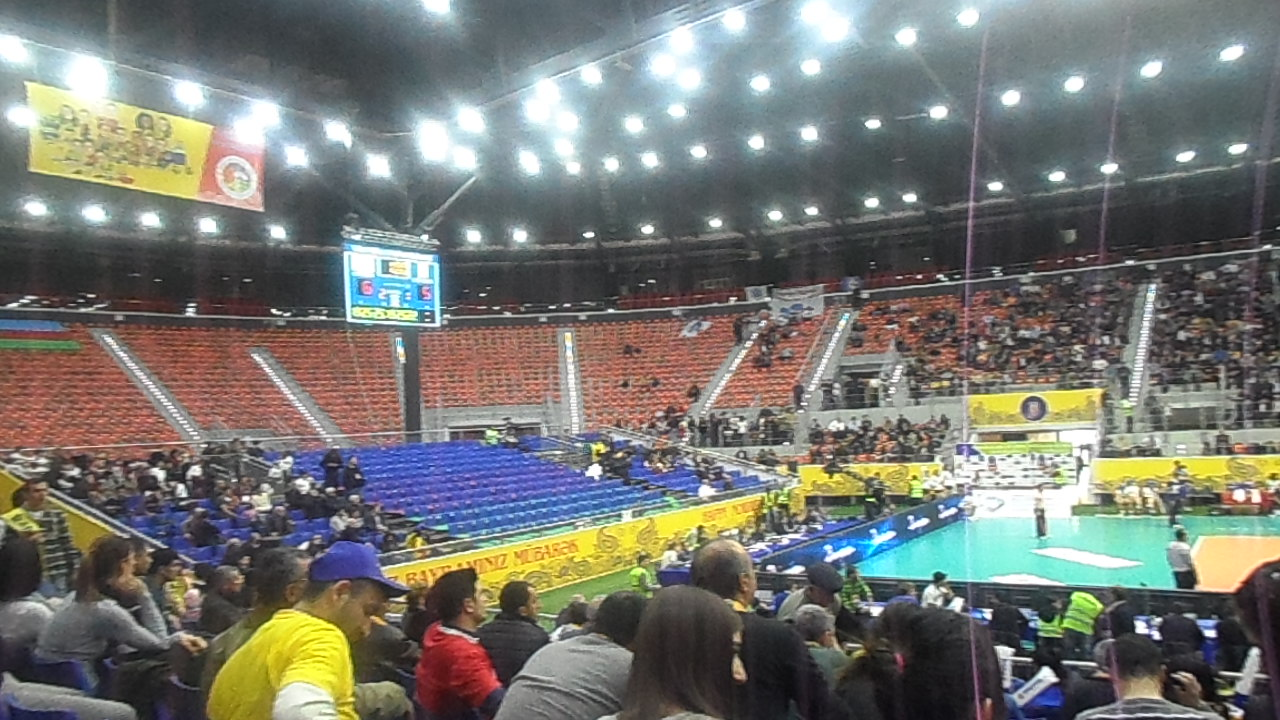
Mecz półfinałowy Ligi Mistrzyń 2013/2014 pomiędzy drużynami VakıfBank SK i Eczacıbaşı VitrA Stambuł (15.03.2014)

Baku
| Miejsce | Drużyna                  |
| ------- | ------------------------ |
| złoto   | Dinamo Kazań             |
| srebro  | VakıfBank SK             |
| brąz    | Telecom Baku             |
| 4.      | Eczacıbaşı VitrA Stambuł |